# Construyendo la Izquierda-Alternativa Socialista
Alternativa Socialista o Construyendo la Izquierda-Alternativa Socialista (CLI-AS) es un partido político español, de ideario socialista. Fue fundado en 2013 a partir de un grupo de personas procedentes del PSOE, así como de movimientos altermundistas, ecologistas y del movimiento 15M.
Alternativa Socialista, se constituye como espacio sociopolítico de carácter democrático y de izquierdas, donde tienen cabida todos las mujeres y hombres que se definan de izquierdas y defensores de la naturaleza, comprometidos por cambiar la sociedad actual hacia una sociedad más igualitaria, con más libertad, fraternidad, justicia social y ambiental. Se definen deudores de la tradición socialista, federalista, ecosocialista, feminista y republicana, siendo estos los principios generales de la formación política.
Tiene federaciones en Madrid, Andalucía, Asturias, Galicia, Comunidad Valenciana, Cataluña, Canarias, Baleares, Murcia.
Denuncia aquellos partidos que se consideran "socialistas y practican políticas neoliberales". Por ello, pretenden rescatar el socialismo de las manos de aquellos han manchado la palabra socialismo, palabra que significa igualdad y reparto, y que ha sido mancillada por unas élites corruptas sin más ideología que el poder por el poder.
En las elecciones al parlamento europeo de 2014 se incorporaron a la lista de La Izquierda Plural, así como en las elecciones andaluzas de 2015, las autonómicas de la Región de Murcia, Baleares y Comunidad Valenciana, bajo diferentes coaliciones junto a Izquierda Unida.
En las elecciones municipales de España de 2015 se presentó tanto en solitario como en coalición con otros partidos de izquierda, logrando un total de 151 concejales y 31 alcaldes, más que los logrados por otros partidos políticos de mayor experiencia como Equo o UPyD. 
En las elecciones generales de España de 2016 se presentaron dentro de la coalición Unidos Podemos.
- En 2019 Construyendo la Izquierda-Alternativa Socialista se disolvió y la mayoría de sus afiliados y cargos políticos se pasaron a:
  - Partido Socialista Libre Federación
  - Unidas Podemos o equivalente. (Cataluña En Comú Podem, Elkarrekin Podemos, Por Andalucía, Galicia En Común, etcétera)
  - Alternativa Republicana (ALTER) es un partido político de España, de ideología republicana, creado a partir de la fusión de Acción Republicana Democrática Española (ARDE), antiguos militantes de Izquierda Republicana (IR), el Partit Republicà d'Esquerra (PRE-IR) y Unión Republicana (UR). En los últimos años se ha presentado en coalición con Partido Socialista Libre Federación (PSLF).

A nivel de representación solo han conseguido cuando han ido integrados en Unidas Podemos o equivalente según elección. De ir en solitario los resultados han sido testimoniales siempre por debajo del 1%.
En las Elecciones al Parlamento Europeo de 2019 pidieron el voto formalmente para la coalición Unidas Podemos Cambiar Europa tras las cuales Construyendo la Izquierda-Alternativa Socialista se disolvieron.